# 赫瓦倫斯克
52°31′N 48°5′E / 52.517°N 48.083°E
赫瓦倫斯克（俄语：Хвалы́нск）是俄羅斯薩拉托夫州的一個城市，位於薩拉托夫東北的伏爾加河西岸。2002年人口13,752人。
1556年建立，1780年設市。